# Gurgy
Gurgy là một xã thuộc tỉnh Yonne trong vùng Bourgogne miền bắc nước Pháp.